# 比萨主教座堂

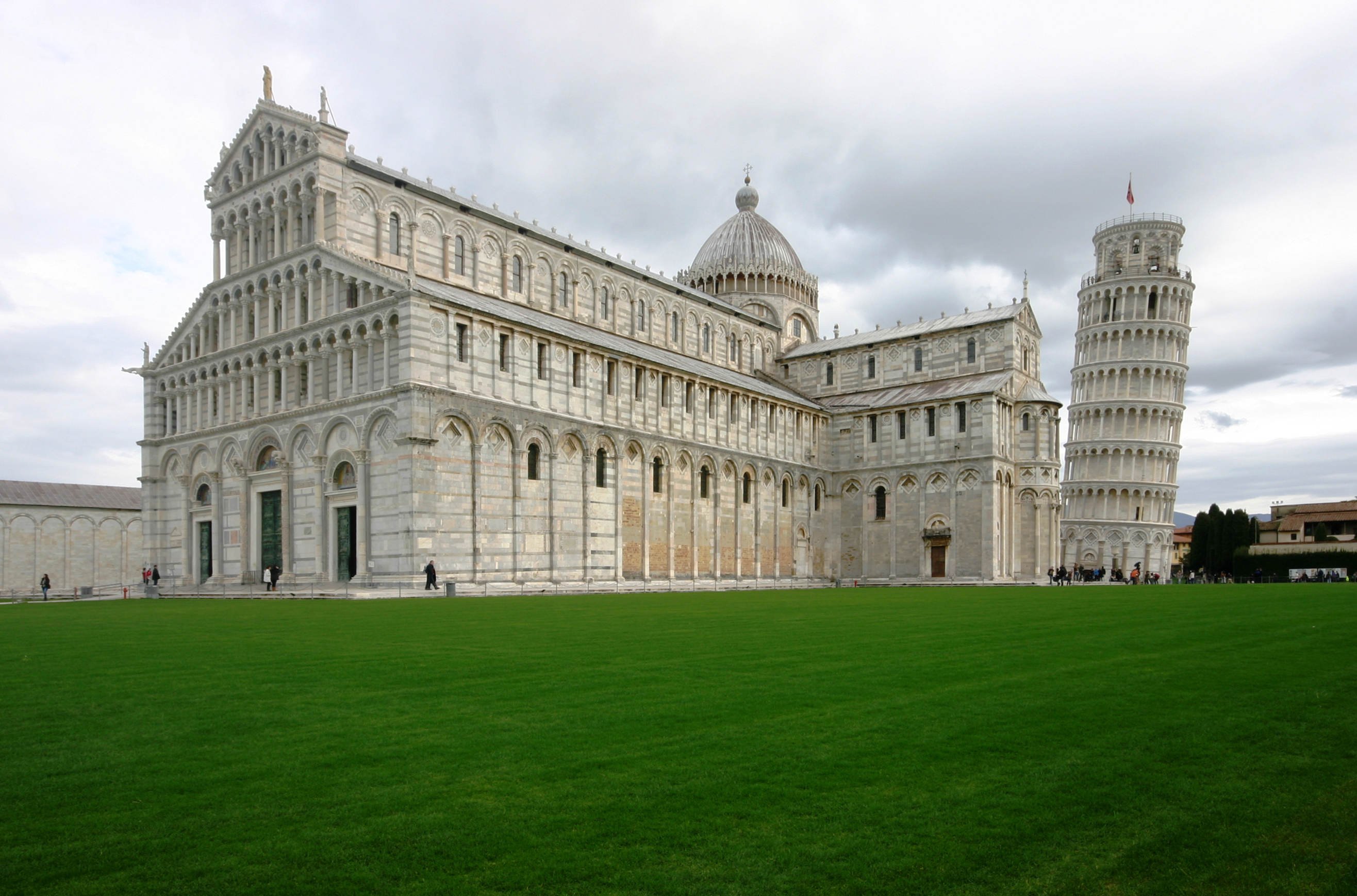
比薩主教座堂與比薩斜塔

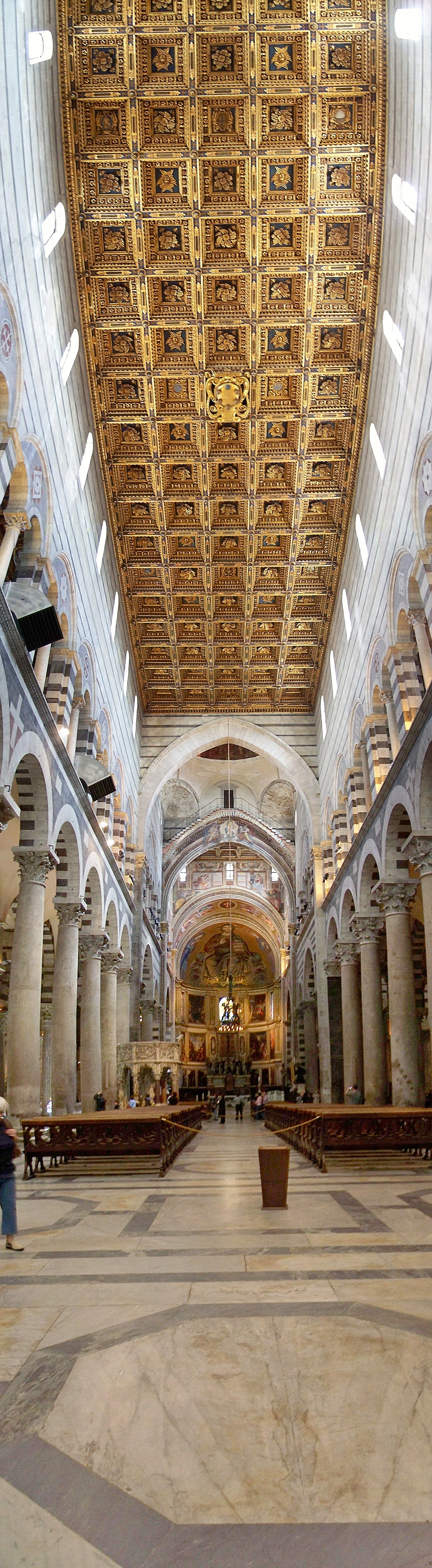
内部

比萨主教座堂（義大利語：Duomo di Pisa），正式名稱為聖母升天主教座堂（Cattedrale di Santa Maria Assunta），是天主教比萨总教区的主教座堂，位于意大利城市比萨的奇迹广场，建于中世纪的罗曼式建筑杰作，代表比萨共和国的威望和财富。著名的比萨斜塔即為該教堂的鐘樓。